# Bureau de l'information et de la propagande

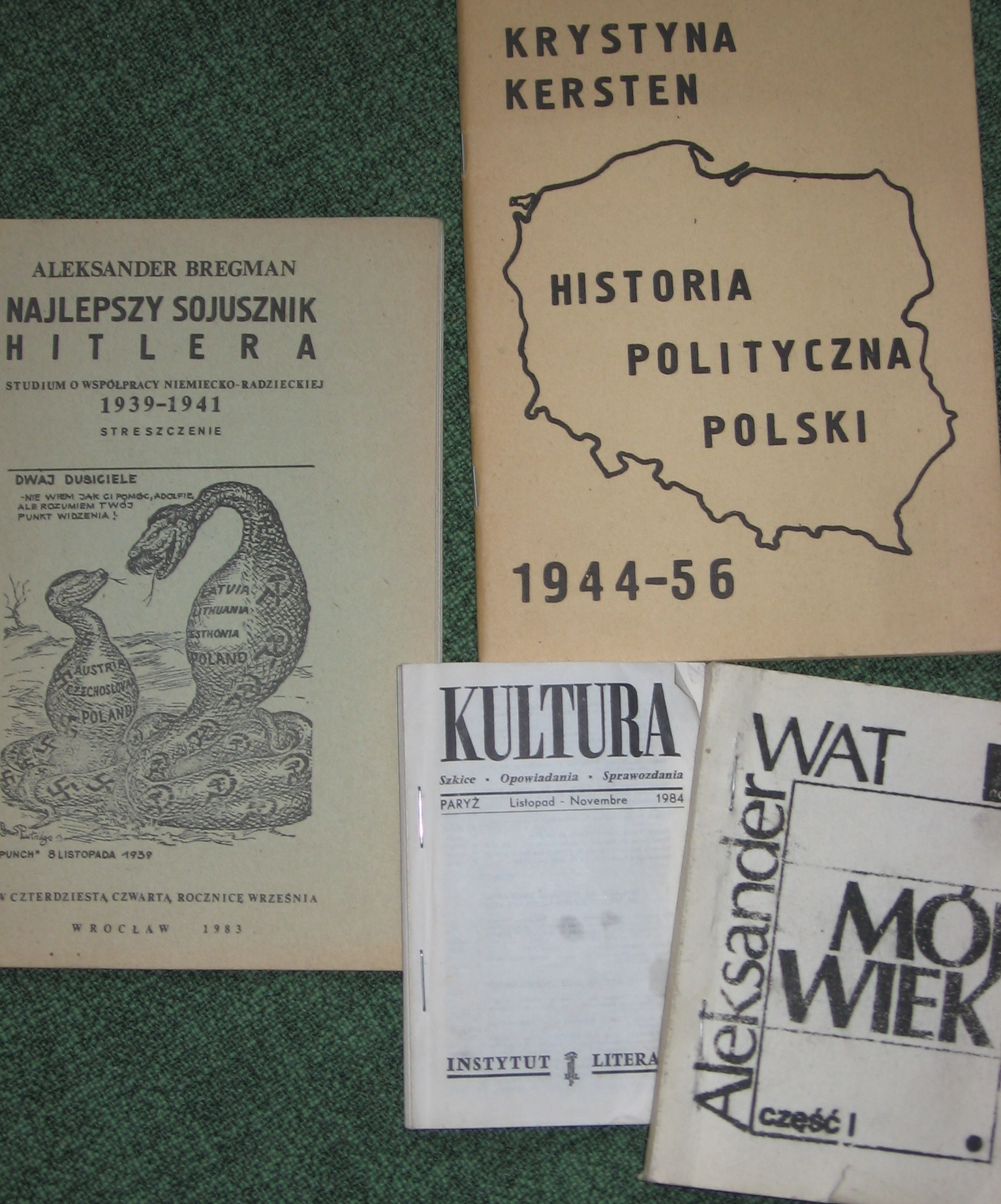
L'édition de journaux clandestins est une des activités du BIP

Le Bureau de l'information et de la propagande (ou Bureau d'information et de propagande) de l'État-major de Związek Walki Zbrojnej, plus tard d'Armia Krajowa (en polonais: Biuro Informacji i Propagandy (Komendy Głównej Związku Walki Zbrojnej - Armii Krajowej) (en abrégé BIP) est créé au printemps 1940.
Les missions du BIP sont d'informer la communauté polonaise des activités du gouvernement polonais à Londres, la collecte de renseignements concernant les activités de l'occupant allemand, la guerre psychologique contre la propagande nazie, la consolidation de la solidarité dans la lutte pour l'indépendance de la nation polonaise. Le BIP publie des journaux clandestins (en) comme Biuletyn Informacyjny (en) (Bulletin d'information), Wiadomości Polskie (Nouvelles polonaises) et Insurekcja (Insurrection). 
Le major Tadeusz Kruk-Strzelecki (pl) en est le premier commandant. Le colonel Jan Rzepecki (pl) pseudonyme "Wolski" ou "Prezes" lui succède.